# Oftringen
Oftringen er en by i det nordlige Schweiz med 13.791(2018) indbyggere. Byen ligger i Kanton Aargau.
1. 1 2  Ständige Wohnbevölkerung nach Staatsangehörigkeitskategorie Geschlecht und Gemeinde; Provisorische Jahresergebnisse; 2018, Den føderale statistikknevnden, hentet 11. april 2019 (fra Wikidata).